# Wesley (Fußballspieler, 2000)
Wesley (* 13. März 2000 in Retirolândia, Bahia; voller Name Wesley David de Oliveira Andrade) ist ein brasilianischer Fußballspieler.

## Karriere

### Verein
Wesley begann seine Laufbahn in der Jugend vom CR Flamengo in Rio de Janeiro, bevor er zur Saison 2019/20 nach Italien zum Erstligisten Hellas Verona wechselte. Nachdem er in der Hinrunde nicht zum Einsatz gekommen war, schloss er sich im Januar 2020 der U23-Mannschaft von Juventus Turin an. Am 2. Februar 2020 (24. Spieltag) gab er unter Fabio Pecchia beim 0:0 gegen die US Città di Pontedera sein Debüt in der Serie C, der dritthöchsten italienischen Spielklasse, als er in der 51. Minute für Luca Zanimacchia eingewechselt wurde. Bis zur Unterbrechung der Spielzeit aufgrund der COVID-19-Pandemie nach 26 bis 27 Spieltagen absolvierte er drei Partien für die Reserve der Turiner. Zudem spielte er zweimal in den anschließenden Play-offs um den Aufstieg im Juli; die Mannschaft schied schlussendlich im Viertelfinale aus. Außerdem kam er beim 2:1 im Finale der Coppa Italia Serie C gegen Ternana Calcio zum Einsatz, Juventus II gewann den Wettbewerb erstmals. Für die erste Mannschaft des Klub stand er zwischen Oktober 2019 und August 2020 acht Mal im Kader für die Serie A 2019/20, welche der Klub gewann.
Nach sieben Partien in der Serie C und einem Spiel in der Coppa Italia für die Profis wurde Wesley im Februar 2021 an den Schweizer Erstligisten FC Sion ausgeliehen. Am 3. Februar (18. Spieltag) debütierte er beim 3:2 gegen den FC St. Gallen in der Super League, der höchsten Schweizer Spielklasse, als er in der Startelf stand. Bis März 2021 kam er zu sechs Spielen für die Sittener, wobei er ein Tor erzielte, danach fiel er aufgrund einer Adduktorenverletzung bis zum Saisonende aus. Der Verein beendete die Ligaspielzeit auf dem 9. Rang und qualifizierte sich somit für die Barrage gegen den FC Thun. Nach Hin- und Rückspiel gewann Sion mit insgesamt 6:4 und sicherte sich den Klassenerhalt. Wesley kehrte nach Leihende zur Spielzeit 2021/22 wieder nach Turin zurück und wurde daraufhin Ende August 2021 erneut vom FC Sion ausgeliehen. Im August 2022 kehrte er in seine Heimat zurück.
Wesley unterzeichnete einen Kontrakt beim Cruzeiro EC. Dieser erhielt eine Laufzeit bis Jahresende 2024. Für 50 % der wirtschaftlichen Rechte soll Cruzeiro zwei Millionen Real an Juventus gezahlt haben. Die Italiener blieben weiterhin im Besitz von 25 %. Für den Klub trat er in dem Jahr noch in neun Spielen der Série B 2022 an (kein Tor) und feierte mit der Mannschaft die Meisterschaft.

### Nationalmannschaft
Wesley absolvierte bis 2017 insgesamt 21 Partien für brasilianische Juniorennationalmannschaften (ein Tor). Mit der U-17-Auswahl wurde er im selben Jahr U-17-Südamerikameister.

## Erfolge
Brasilianische U-17-Nationalmannschaft
- U-17-Südamerikameister: 2017

Juventus Turin U23
- Sieger der Coppa Italia Serie C: 2019/20

Juventus Turin
- Sieger der Coppa Italia: 2020/21

Cruzeiro
- Série B: 2022